# Eesti Käsipalliliit
De Eesti Käsipalliliit (EKL) is de koepelorganisatie in Estland voor de beoefening van het handbal. De EKL organiseert het handbal in Estland en vertegenwoordigt het Estse handbal op internationale sportevenementen.
De bond is sinds 1992 lid van de Internationale handbalfederatie. Anno 2016 telde de bond 2.301 leden, verspreid over 18 verenigingen. 

## Nationale ploegen
- Estisch handbalteam (mannen)
- Estisch handbalteam (vrouwen)
- Estisch handbalteam junioren (mannen)
- Estisch handbalteam junioren (vrouwen)
- Estisch handbalteam jeugd (mannen)
- Estisch handbalteam jeugd (vrouwen)

## Ledenaantallen
Hieronder de ontwikkeling van het ledenaantal:
| Jaar | Ledenaantallen | Ledenaantallen | Ledenaantallen | Ledenaantallen | Ledenaantallen | Ledenaantallen | Ledenaantallen |
| Jaar | Jongens        | Meisjes        | Totaal jeugd   | Mannen         | Vrouwen        | Totaal volwas. | Totaal         |
| ---- | -------------- | -------------- | -------------- | -------------- | -------------- | -------------- | -------------- |
| 2016 | 1.412          | 513            | 1.925          | 319            | 57             | 376            | 2.301          |
| 2015 | 1.276          | 466            | 1.742          | 343            | 65             | 408            | 2.150          |
| 2014 | 1.192          | 467            | 1.659          | 342            | 49             | 391            | 2.050          |
| 2013 | 1.048          | 445            | 1.493          | 375            | 25             | 400            | 1.893          |
| 2012 | 987            | 466            | 1.453          | 388            | 58             | 446            | 1.899          |
| 2011 | 882            | 399            | 1.281          | 391            | 40             | 439            | 1.712          |
| 2010 | 919            | 397            | 1.316          | 355            | 34             | 389            | 1.705          |